# Yves Bottineau
Pour les articles homonymes, voir Bottineau (homonymie).
Yves Bottineau, né le 2 octobre 1925 à Nantes et mort le 5 janvier 2008 à Paris, est un archiviste paléographe, historien de l'art, conservateur de musée et universitaire français.
Il est spécialiste de l'art espagnol et portugais des XVIIe et XVIIIe siècles.

## Biographie
Formé à l'École des chartes et à l'École des hautes études hispaniques à la Casa Vélasquez, Yves Bottineau enseigne l'histoire de l'art à l'université Paris Ouest Nanterre La Défense dont il est ultérieurement nommé professeur émérite. 
Nommé conservateur au département des objets d'art du musée du Louvre, il devient ensuite inspecteur général des musées. En 1986, il est nommé conservateur en chef du musée et du domaine national de Versailles et des Trianons. Il quitte ce poste en 1989.
En 1987, le ministère de l'Éducation, de la Culture et des Sports de l'Espagne lui décerne la médaille d'or du mérite des beaux-arts.
Professeur à l'École du Louvre, il est docteur honoris causa de l'Université Complutense de Madrid.

## Publications
- Catalogue de l'orfèvrerie du XVIIe, du XVIIIe et du XIXe siècle, Musée du Louvre et Musée de Cluny, Editions des Musées nationaux, 1958
- L’orfèvrerie française du XVIIIe siècle, Presses universitaires de France, 1959, avec Solange Brault
- Les Chemins de Saint-Jacques, Paris, Flammarion, 1983  (ISBN 978-2-7003-0429-9)
- L'Art baroque, Paris, Mazenod, 1986,  (ISBN 2-85088-016-7), prix Hercule-Catenacci de l'Académie française en 1987
- L'Espagne, Paris, Arthaud, coll. « Pays », 1988  (ISBN 978-2-7003-0703-0)
- Versailles, miroir des princes, Paris, Arthaud, 1989  (ISBN 978-2-7003-0747-4)
- Le Portugal, Paris, Arthaud, coll. « Pays », 1989  (ISBN 978-2-7003-0754-2)
- Les Bourbons d'Espagne (1700-1808), Paris, Fayard, coll. « Nouvelles Études », 1993,  (ISBN 978-2-213-59183-4)
- L'art de cour dans l'Espagne de Philippe V, Nanterre, Conseil général des Hauts-de-Seine, coll. « Mémoires du musée de l'Île-de-France », 1993  (ISBN 978-2-901437-04-8)
- Vélasquez, Paris, Citadelles & Mazenod, coll. « Les Phares », 1998  (ISBN 978-2-85088-110-7)
- L'Art baroque, Paris, Citadelles & Mazenod, coll. « L'Art et les grandes civilisations », 2005  (ISBN 978-2-85088-086-5)

## Récompenses et distinctions
- Médaille d'or du mérite des beaux-arts décernée par le ministère espagnol de la Culture (1987)
- Docteur honoris causa de l'université complutense de Madrid

### Décorations
- Chevalier de l'ordre des Arts et des Lettres
- Officier de l'ordre des Palmes académiques
- Chevalier de la Légion d'honneur